# Chrysodema yasumatsui
Chrysodema yasumatsui es una especie de escarabajo del género Chrysodema, familia Buprestidae. Fue descrita científicamente por Kurosawa en 1954.